# Euxoa reticens
Euxoa reticens är en fjärilsart som beskrevs av Walker 1865. Euxoa reticens ingår i släktet Euxoa och familjen nattflyn. Inga underarter finns listade i Catalogue of Life.